# Zoran Vujović
Zoran Vujović (* 26. August 1958 in Sarajevo) ist ein ehemaliger jugoslawischer Fußballspieler, der mit drei verschiedenen Vereinen in zwei Ländern Meister und Pokalsieger wurde.

## Laufbahn

### Vereinsstationen
Zoran Vujović begann seine Karriere 1976 zusammen mit seinem Zwillingsbruder Zlatko bei Hajduk Split, wo die beiden Brüder zehn Jahre lang spielten, bevor sie 1986 gemeinsam zu Girondins Bordeaux wechselten. Beim französischen Erstligisten standen sie gemeinsam zwei Jahre unter Vertrag (Zoran blieb ein Jahr länger) und begegneten sich dann noch einmal bei ihrer letzten Station, die sie in der Saison 1992/93 gemeinsam beim Zweitligisten OGC Nizza verbrachten. Ihm verhalfen sie bei ihrem gemeinsamen Abschied vom Profifußball zur Rückkehr in die höchste Spielklasse.
1979 gewannen die Vujović-Brüder gemeinsam mit Hajduk Split die jugoslawische Fußballmeisterschaft und in den Jahren 1977 und 1984 den Pokalwettbewerb.
In ihrer gemeinsamen ersten Spielzeit in Frankreich 1986/87 gewannen sie mit Girondins Bordeaux das Double, die französische Fußballmeisterschaft und den Pokalwettbewerb.
1989 kehrte Zoran Vujović noch einmal für eine Saison nach Jugoslawien zurück, wo er 1989/90 noch einmal ein Double mit Roter Stern Belgrad gewann.
Seine letzten 3 Jahre als Fußballprofi verbrachte er dann wieder in Frankreich, wobei er je eine Spielzeit bei Stade Vallauris (1990/91), AS Cannes (1991/92) und zuletzt – wieder gemeinsam mit seinem Zwillingsbruder – bei OGC Nizza (1992/93) verbrachte.

### Nationalmannschaft
Gemeinsam mit seinem Bruder Zlatko nahm Zoran Vujović 1980 am olympischen Fußballturnier teil und kam in 5 von insgesamt 6 Spielen zum Einsatz, die die jugoslawische Auswahl in Moskau bestritt.
Sein Debüt für die jugoslawische A-Nationalmannschaft hatte er bereits in einem am 13. Juni 1979 in Zagreb ausgetragenen Freundschaftsspiel gegen Italien gegeben, das 4:1 gewonnen wurde. In den insgesamt 8 Qualifikationsspielen Jugoslawiens zur Fußball-Weltmeisterschaft 1982 kam Vujović fünfmal zum Einsatz. In einem dieser Spiele (am 27. September 1980 beim 2:1-Sieg gegen Dänemark) erzielte er sein erstes Länderspieltor, dem mehr als vier Jahre später am 1. Februar 1985 noch ein Treffer zum 3:1-Erfolg gegen Südkorea folgte. Bei der WM 1982 gehörte Zoran Vujović zum jugoslawischen WM-Kader, kam dort jedoch – im Gegensatz zu seinem Bruder – nicht zum Einsatz. Zoran Vujović bestritt auch mehrere Qualifikationsspiele zu den Weltmeisterschaften 1986 und 1990 sowie zu den Europameisterschaften 1984 und 1988, nahm nach 1982 aber nie wieder an einem großen Turnier teil: 1984 und 1990 wurde er nicht berufen und für die Turniere der Jahre 1986 und 1988 konnte Jugoslawien sich nicht qualifizieren.

## Anekdoten
In der ersten Runde des UEFA-Pokals 1981/82 traf Hajduk Split auf den VfB Stuttgart, der mit 3:1 und 2:2 besiegt wurde. Die beiden Zwillingsbrüder hatten großen Anteil am Weiterkommen ihrer Mannschaft, weil sie im heimischen Stadion Poljud alle Treffer zum 3:1-Hinspielsieg erzielten und somit die Basis für das Weiterkommen legten: Zoran erzielte den Führungstreffer zum 1:0-Pausenstand in der 41. Minute, dem sein Bruder die Treffer zum 2:1 und 3:1 in der 65. und 81. Minute folgen ließ.
Im Europapokal der Pokalsieger 1986/87 drangen die beiden Brüder mit Girondins Bordeaux bis ins Halbfinale vor, wo am 22. April 1987 gegen Lok Leipzig ein Elfmeterschießen zur Ermittlung des Finalteilnehmers erforderlich wurde. Als beim eigentlich als Schützen vorgesehenen Zlatko Vujović die Nerven flatterten und Bruder Zoran für ihn einsprang, konnte er seinen viel zu schwach und unplatziert getretenen Schuss nicht im Tor unterbringen, was das Ausscheiden bedeutete.

## Erfolge
- Jugoslawischer Meister: 1979, 1990
- Französischer Meister: 1987
- Jugoslawischer Pokalsieger: 1977, 1984, 1990
- Französischer Pokalsieger: 1987